# Bond tegen Harries
Bond tegen Harries is een Nederlandse popgroep bestaande uit:
- Rinse Weersma
- Andy Godderis
- Jetse Goris
- Herman Grimme
- Olaf Vos
- Tom Ritsema

De band werd opgericht door zanger Olaf Vos en bassist Tom Ritsema. De oprichters komen beiden uit Meedhuizen en raken op de basisschool bevriend. Aanvankelijk spelen beide vrienden basgitaar in afzonderlijke bands, maar de focus van Olaf komt steeds meer op zanger/frontman te liggen en er wordt sindsdien steeds meer in dezelfde bands gespeeld. Na twintig jaar allerlei soorten muziek te maken kiezen ze in 2004 uiteindelijk voor Groningstalige muziek. 
Er wordt een aantal liedjes opgenomen die goed in de smaak vallen bij Stichting Nij. De stichting faciliteert een goede opname van de eerste liedjes: Superman en Leasebak.
Paul Jaarsma en Georg Schwitters wordt gevraagd om een clip voor Superman te maken. De band brengt in februari 2006 een cd uit.
In december 2007 brengt de Bond de nieuwe cd 'Regen' uit. De cd wordt opgepikt door het muziekblad Live XS en de Bond staat in juni 2008 in Paradiso. 
Na een rustperiode pakt de band in februari 2009 de draad weer op. Er worden nieuwe liedjes geschreven. Er zijn plannen voor een dvd en de band dingt mee naar de titel LiveXS Local Hero 2009.